# Phaonia datongensis
Phaonia datongensis este o specie de muște din genul Phaonia, familia Muscidae, descrisă de Xue și Wang în anul 1986. Conform Catalogue of Life specia Phaonia datongensis nu are subspecii cunoscute.